# Dub Sweden
I Dub Sweden erano un gruppo musicale svedese attivo dal 1999 e composto da Anna Wilson, Camille Naeselius, Johan Wallnäs, PG Wallnäs, Pontus Carlsson e Peter Åhrberg.

## Carriera
I Dub Sweden si sono formati a Stoccolma nell'inverno del 1999. Caratterizzati dall'uso dell'organo Farfisa nelle loro basi musicali, hanno pubblicato il loro album di debutto, Welcome to Our World, nel 2003, seguito dal secondo disco, Done with Loveless Days, nel 2006, e accompagnato da una tournée nazionale. Il loro maggiore successo commerciale è il singolo del 2006 We're So Loud, che ha raggiunto la 56ª posizione della classifica svedese.

## Formazione
- Anna Wilson – voce
- Camille Naeselius – DJ
- Johan Wallnäs – voce, tromba, organo
- PG Wallnäs – cori, sassofono, organo
- Pontus Carlsson – sintetizzatore, chitarra
- Peter Åhrberg – batteria

## Discografia

### Album in studio
- 2003 – Welcome to Our World
- 2006 – Done with Loveless Days

### Singoli
- 2000 – 24:7/Södertälje
- 2001 – The Plan
- 2002 – Walk Me Home
- 2002 – Our House
- 2003 – Ice in My Fire
- 2006 – We're So Loud